# Aublysodon
Aublysodon  to niepewny rodzaj tyranozauroida, który opisał Joseph Leidy w 1868. Obecnie z powodu fragmentaryczności materiału kopalnego i braku cech charakterystycznych uważa się aublysodona za nomen dubium - rodzaj niepewny. Rodzaj ten  został opisany na podstawie pojedynczego zębu, który zaginął. Przypisane do tego rodzaju skamieliny (głównie zęby) pochodzą z późnokredowych skał wielu stanów USA, północnej Kanady i Azji. Zęby uznane za należące do tego aublysodona na pewno pochodzą od tyranozauroidów, lecz bliższe ustalenie ich właścicieli jest niemożliwe.  

## Odkrycie
Rodzaj Aublysodon został opisany  w XIX wieku. W tych czasach wiele dinozaurów np. deinodona, trachodona i troodon. Obecnie z ,,zębowych dinozaurów" wtedy opisanych tylko jeden rodzaj jest uważany za ważny -Troodon. Tak więc już przed  odkryciem tyranozaura w USA znajdowano fragmentaryczne szczątki  dużych dinozaurów drapieżnych i innych. Leidy w 1856 opisał aublysodona na podstawie pojedynczego zęba kości przysiecznej. Szczątki wszystkich wymienionych wyżej dinozaurów włącznie z aublysodonem zostały znalezione w grupie Judith River w Montanie
.

## Późniejsze znaleziska
Pierwsze nie-zębowe szczątki zostały przypisane do aublysodona w 1980. Składały się one z niekompletnej czaszki znalezionej w Montanie. Otrzymała ona pieszczotliwą nazwę ,,teropod Jordana". Najpierw uznano ją za należąca do młodego tyranozaura a później do gigantycznego dromeozaura. W 2004 Thomas Carr i Tom Williamson uznali że należy ona do młodocianego przedstawiciela plemienia Tyrannosaurini. Tymczasem niekompletny szkielet znaleziony w Nowym Meksyku początkowo uznany za należący do aublysodona, jak wskazują późniejsze badania prawdopodobnie należy do daspletozaura.
W 2006 prywatni kolekcjonerzy w grupie Judith River (Montana) znaleźli mierzący 5–6 m szkielet tyranozauroida. Z powodu jego podobieństw (długa niska czaszka, braku ząbkowanych krawędzi zębów kości przysiecznej) do ,,teropoda Jordana" (początkowo uznanego za aublysodona) ten okaz również przypisano do rodzaju Aublysodon. Jednak z powodu jego podobieństw do młodych tyranozaurów z Azji uznano go później za należącego do młodego daspletozaura lub jego krewnego. Obecnie z powodu fragmentaryczności materiału kopalnego i braku cech wyróżniających aublysodona od innych tyranozaurów obecnie uważa się go za rodzaj wątpliwy (nomen dubium) i nie używa się tej nazwy.

## Gatunki
Aublysodon Leidy, 1868 nomen dubium 

Aublysodon mirandus Leidy, 1868  nomen dubium

Aublysodon cristatus Marsh, 1892 nomen dubium
Aublysodon  explanatus Cope, 1876 nomen dubium = Paronychodon explanatus Hatcher, 1903 nomen dubium 

Aublysodon grandis Marsh, 1890 nomen dubium = Deinodon grandis von Huene, 1932 nomen dubium 

Aublysodon horridus Leidy, 1856 = Deinodon lateralis'Cope, 1868 nomen dubium 

Aublysodon lateralis Cope, 1876 nomen dubium 

Aublysodon (Shanshanosaurus) huoyanshanensis Dong, 1977 =  młodyTarbosaurus bataar 

 Aublysodon lancinator Maleev, 1955 = Tarbosaurus bataar. 

,,Teropod Jordana ", z Montany oryginalnie  A. molnari (Paul, 1988) może być młodym tyranozaurem 

Aublysodon lancensis Gilmore, 1946 = Nanotyrannus lancensis 

Aublysodon novojilovi Maleev, 1955 = Tarbosarus bataar